# Nu sentado
Nu sentado é uma das pinturas de Pablo Picasso que marca o fim da fase azul que durou quase três anos e o início da fase rosa que durou de 1905 até 1906. A menos rígida, maior agilidade nas linhas e sutis deformações, nova beleza, terna e delicada, caracterizavam os quadros dessa época, onde o volume corpóreo das figuras ganha maior importância.
Em Nu sentado, o olhar do modelo continua tristonho (marca da fase azul) enquanto o corpo já flutua num suave campo alaranjado.